# Kenneth Mapp
Kenneth Ezra Mapp (ur. 2 listopada 1955 w Nowym Jorku) – amerykański polityk. Gubernator Wysp Dziewiczych Stanów Zjednoczonych od 5 stycznia 2015 do 7 stycznia 2019, gubernator porucznik Wysp Dziewiczych Stanów Zjednoczonych od 2 stycznia 1995 do 4 stycznia 1999.
W listopadzie 2014 roku wygrał wybory na gubernatora Wysp Dziewiczych Stanów Zjednoczonych pokonując Donnę Christian-Christiensen.